# Сырдарья (Отырарский район)
Сырдарья (каз. Қостүйін) — село в Отырарском районе Туркестанской области Казахстана. Входит в состав Караконырского сельского округа. Код КАТО — 514839700.

## Население
В 1999 году население села составляло 319 человек (157 мужчин и 162 женщины). По данным переписи 2009 года, в селе проживали 342 человека (173 мужчины и 169 женщин).